# Памятник Тарасу Шевченко (Краснодар)
Памятник Тарасу Шевченко — монумент, воздвигнутый в честь украинского поэта Тараса Шевченко. Открыт в 1980 году в Краснодаре на пересечении улицы, названной в честь Шевченко, с одной из главных транспортных артерий города — Ставропольской улицей.
Памятник является архитектурным произведением Ивана Петровича Шмагуна, известного скульптора-монументалиста, к работам которого относится не только бюст Т. Г. Шевченко на пересечении улиц Ставропольской и Шевченко, но и многие другие монументы в Краснодаре и др. городах.
Памятник украинскому поэту Т. Г. Шевченко в Краснодаре — объект культурного наследия Российской Федерации с охранным номером 2300210000.
Памятник Шевченко хотели установить в Екатеринодаре еще в 1912 году. Такое прошение в городскую думу подал инженер Кржижановский, который просил разрешить за свой счет установить памятник Шевченко на бульваре Шевченко на Ростовской улице (сейчас это Александровский бульвар на улице Красная). Но для установки такого памятника в то время необходимо было получить “Высочайшее Его Императорского Величества разрешение”. Переписка по этому поводу с чиновниками велась еще в течение всего 1913 года. Чем закончилась история, неизвестно, но памятник Шевченко не появился.